# جوني غرين (كرة سلة)
جوني غرين (بالإنجليزية: Johnny Green)‏ مواليد 8 ديسمبر 1933 في دايتون، هو لاعب كرة سلة أمريكي سابق. بدأ مسيرته الاحترافية في سنة 1959. تم اختياره من قبل فريق نيويورك نيكس خلال الدرافت. بلغ طوله 6 قدم 5 بوصة (2.0 م). اعتزل اللعب في 1973. شارك 4 مرات في مباراة كل النجوم.

## المسيرة الاحترافية
لعب مع نيويورك نيكس من سنة 1959 إلى 1966، ثم لعب مع واشنطن ويزاردز من سنة 1965 إلى 1967، ثم لعب مع هيوستن روكتس في موسم 1967–1968، ثم لعب مع فيلادلفيا سفنتي سيكسرز من سنة 1967 إلى 1969، ثم لعب مع سكرامنتو كينغز من سنة 1969 إلى 1973.

## روابط خارجية
- جوني غرين على موقع إن بي أي (الإنجليزية)
- جوني غرين على موقع سبورتس رفرنس (الإنجليزية)
- جوني غرين على موقع كلية كرة السلة في سبورتس رفرنس.كوم (الإنجليزية)
- جوني غرين على موقع ريلجم (الإنجليزية)
- جوني غرين على موقع بروبوليرز (الإنجليزية)